# Gemeinde Jesenice

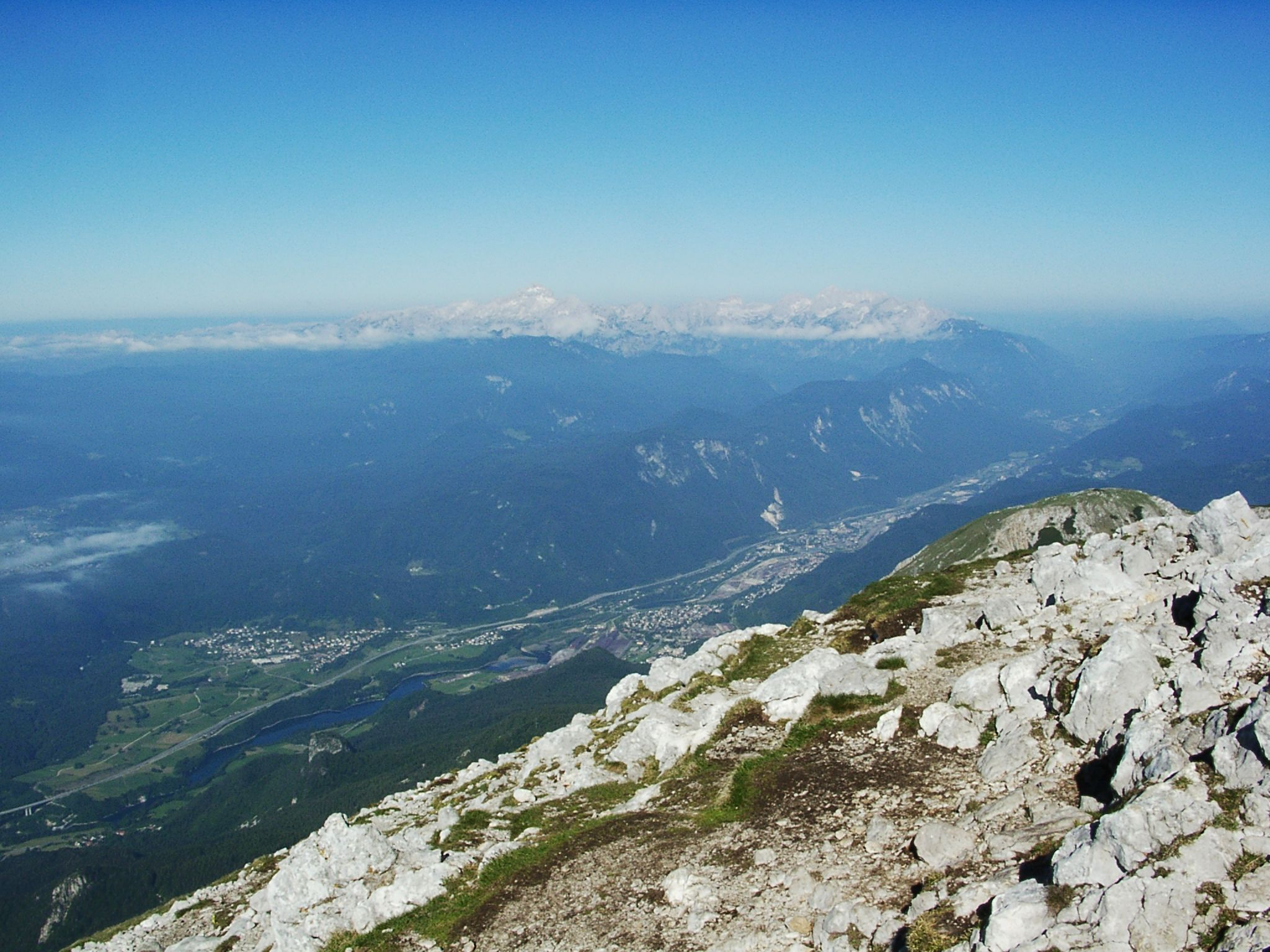
Jesenice, vom Hochstuhl aus gesehen

Die Gemeinde Jesenice (slowenisch: Občina Jesenice) ist eine Gemeinde in der Oberkrain (Gorenjska (Statistische Region)|Region Gorenjska) in Slowenien nahe der Grenze zu Österreich.
Hauptort und Gemeindezentrum ist die Stadt Jesenice.

## Lage
Die Gemeinde grenzt im Norden an die Karawanken, die die Staatsgrenze zu Österreich (Bundesland Kärnten) bilden, und im Süden an Mežakla. Die Autobahn A2, die südlich der Stadt vorbeiführt, führt nach Norden durch den Karawankentunnel nach Villach in Österreich und nach Süden nach Ljubljana (Laibach).

## Ortschaften und Siedlungen der Gemeinde
Neben der Stadt Jesenice gehören folgende Ortschaften und Siedlungen zur Gemeinde:
1. Blejska Dobrava
2. Hrušica
3. Javorniški Rovt
4. Kočna
5. Koroška Bela
6. Lipce
7. Planina pod Golico
8. Plavški Rovt
9. Podkočna
10. Potoki
11. Prihodi
12. Slovenski Javornik

## Nachbargemeinden
|               | Österreich                                  |           |
| Kranjska Gora | Kompassrose, die auf Nachbargemeinden zeigt | Žirovnica |
|               | Gorje                                       | Bled      |

## Geschichte

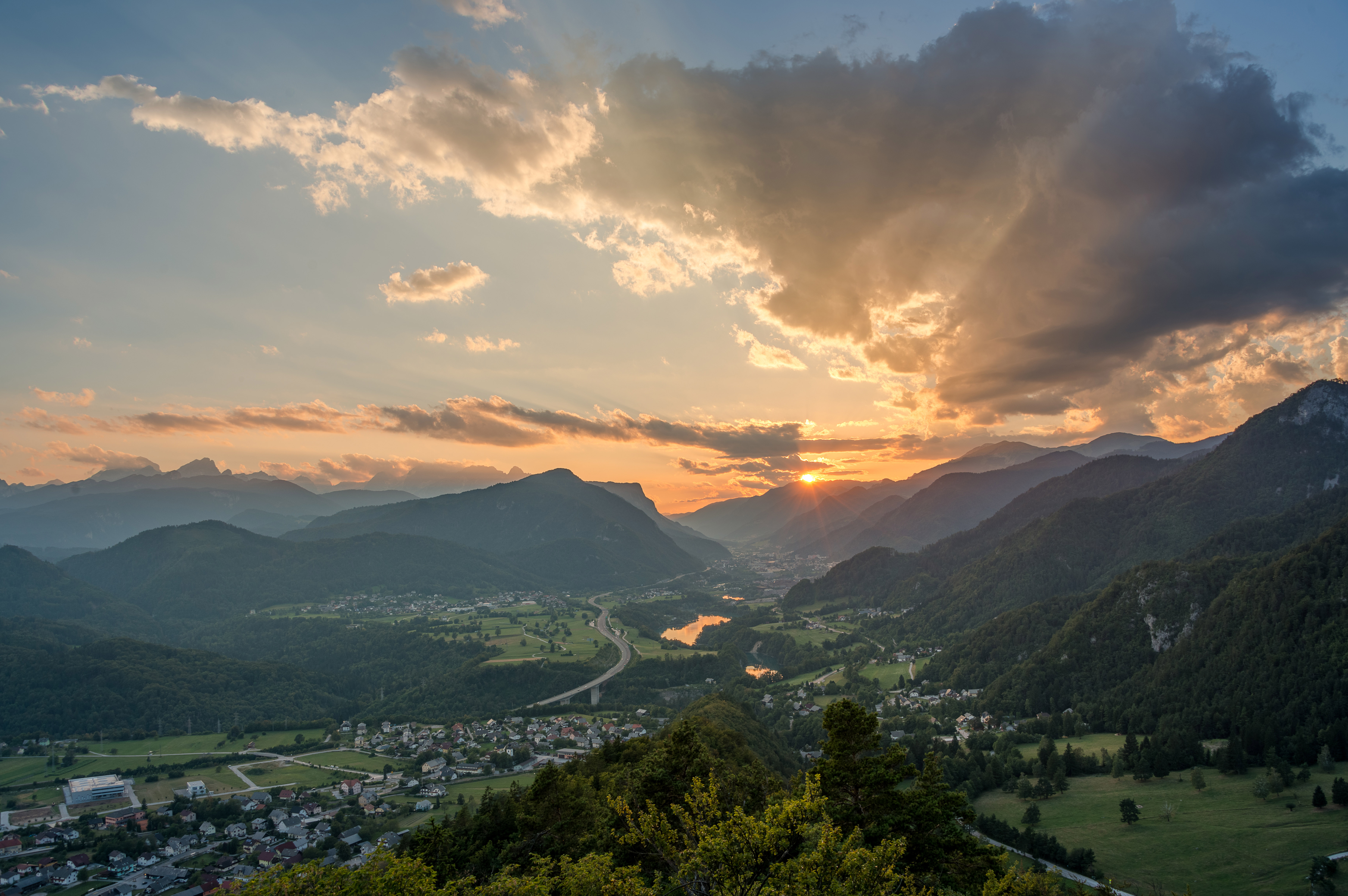
Panorama von Jesenice

Auf dem Gebiet der Gemeinde Jesenice wurden fünf Massengräber aus der Zeit des Zweiten Weltkriegs gefunden. 

## Städtepartnerschaften
- seit 1994 Nagold

## Sport
Die Gemeinde Jesenice war die Heimatstadt des Eishockeyvereins HK Jesenice, der zwischen 2006 und 2012 in der Erste Bank Eishockey-Liga spielte. Anschließend ging der Verein in die Insolvenz. Heute spielen in Jesenice die HDD Jesenice und die HD mladi Jesenice.

## Persönlichkeiten
In Jesenice geboren
| - Thomas Luckmann (1927–2016), österreichisch-deutsch-jugoslawisch-US-amerikanischer Soziologe - Miha Baloh (1928–2022), Schauspieler - Jože Mencinger (1941–2022), Politiker - Ivo Jan senior (* 1942), Eishockeyspieler - Rudi Knez (1943–2022), Eishockeytorwart - Anton Jože Gale (1944–2018), Eishockeytorwart - Jože Bogomir Jan (1944–2018), Eishockeyspieler - Alojz Kerštajn (1947–1999), Skilangläufer - Janez Demšar (* 1951), Skispringer - Tomo Križnar (* 1954), Friedensaktivist - Dušan Đurišič (* 1961), Skilangläufer - Jana Mlakar (* 1962), Skilangläuferin - Bojan Prešern (* 1962), Ruderer - Jure Robič (1965–2010), Radrennfahrer - Sašo Robič (1967–2010), Skirennläufer - Tomaž Knafelj (* 1972), Snowboarder - Uroš Pavlovčič (* 1972), Skirennläufer - Jakob J. Kenda (* 1973), Übersetzer, Literaturwissenschaftler und Schriftsteller - Ivo Jan (* 1975), Eishockeyspieler - Miha Pirih (* 1978), Ruderer - Dejan Koban (* 1979), Lyriker und Editor - Tomo Hafner (* 1980), Eishockeyspieler - Aleš Kranjc (* 1981), Eishockeyspieler | - Tomaž Pirih (* 1981), Ruderer - Robert Kristan (* 1983), Eishockeyspieler - Rok Urbanc (* 1985), Skispringer - Sabahudin Kovačevič (* 1986), Eishockeyspieler - Anže Kopitar (* 1987), Eishockeyspieler - Maruša Ferk (* 1988), Skirennläuferin - Rok Tičar (* 1989), Eishockeyspieler - Blaž Gregorc (* 1990), Eishockeyspieler - Urška Pribošič (* 1990), Snowboarderin - Dalila Jakupović (* 1991), Tennisspielerin - Matic Podlipnik (* 1992), Eishockeyspieler - Luka Gračnar (* 1993), Eishockeyspieler - Miha Dovžan (* 1994), Biathlet - Eva Urevc (* 1995), Skilangläuferin - Blaž Tomaževič (* 1997), Eishockeyspieler - Bor Pavlovčič (* 1998), Skispringer - Aljoša Crnovič (* 1999), Eishockeyspieler - Anja Mandeljc (* 1999), Skilangläuferin - Jaka Sodja (* 1999), Eishockeyspieler - Nika Vindišar (* 1999), Biathletin - Luka Potočar (* 2001), Sportkletterer - Lena Repinc (* 2003), Biathletin - Kaja Zorč (* 2003), Biathletin - Arjan Malić (* 2005), Fußballspieler |